# 뉼뉼어족
뉼뉼어족(영어: Nyulnyulan languages)은 웨스턴오스트레일리아주 북부에서 쓰이는 오스트레일리아 원주민 언어들이 이루는 작은 어족이다. 대부분의 언어가 사멸했으며, 살아남은 언어들도 심각한 사멸 위기에 놓여 있다. 어휘적·형태론적 혁신을 바탕으로 뉼뉼어족을 다음의 두 갈래로 나눌 수 있다.
- 서뉼뉼어파 (또는 뉼뉼어파)
  - 뉼뉼어 †
  - 바디어
  - 자위어
  - 자비르자비르어 †
  - 니만부루어 †
- 동뉼뉼어파 (또는 주쿤어파)
  - 야우루어
  - 주쿤어 †
  - 와르와어 †
  - 니기나어
  - 응움발어 †

## 참고 문헌
- Bowern, Claire. 2004: Bardi Verb Morphology in Historical Perspective PhD, Harvard University
- Bowern, Claire.  2010:  Two Missing Pieces in a Nyulnyulan Jigsaw Puzzle. LSA, Baltimore.
- Stokes, B; McGregor, W. B. (2003). 〈Classification and subclassification of the Nyulnyulan languages〉.   N. Evans. 《The Non-Pama–Nyungan Languages of Northern Australia: Comparative Studies of the Continent’s Most Linguistically Complex Region》. Canberra: Pacific Linguistics. 29–74쪽.